# Мой класс
«Мой класс» — документальный фильм, посвященный судьбам выпускников одного физико-математического класса, закончивших московскую 91-ю школу в 1985 году. Фильм снят режиссёром Екатериной Ерёменко о своих одноклассниках и приурочен к двадцатилетию выпуска. Фильм организован как набор сюжетов об одном из выпускников, каждому из которых предшествует физический эксперимент.
Фильм получил приз «За документ эпохи» оргкомитета фестиваля «КИНОТЕАТР.DOC — 2008», главный приз фестиваля «Саратовские страдания» в 2008, вошёл в конкурсную программу «АРТДОКФЕСТ — 2007», получил приз «Лучший фильм» международного ереванского фестиваля «Женщина» в 2008 году. Фильм был показан по BBC и доступен в Интернете.

## Структура фильма: физические эксперименты и герои
- Закон сохранения энергии
- Борис Михайлович Давидович, классный руководитель. На момент съемки фильма — завуч 57-й школы.
- Центробежное и центростремительное движения
- Денис Зорин, профессор Нью-Йоркского университета, Нью-Йорк (США)
- Импульс
- Иван Ященко, директор Московского центра непрерывного математического образования, Москва.
- Торнадо
- Игорь Арсенин, программист, Нью-Йорк (США)
- Гроза
- Леонид Федичкин, физик, университет Кларксон, Потсдам (США)
- Электромагнетизм
- Никита Кузьмин, программист, Балтимор (США)
- Радиосвязь
- Александр Ершов, директор рекламно-информационного агентства «Медиа Стандарт», Москва
- Линза
- Дмитрий Ботин, умер от инфаркта в Москве в 2004 году
- Максим Очеретин, погиб в 1999 году, свалившись в коллектор в Москве
- Спектр
- Андрей Якивчик, доцент МГУ, Москва
- Парадокс близнецов
- Геннадий Жилинский, директор по маркетингу Procter & Gamble, Женева (Швейцария)
- Антон Жилинский, конкурсный управляющий, Москва
- Фотоэффект
- автор фильма Екатерина Ерёменко, Берлин (Германия)
- Большой взрыв
- Дмитрий Каледин, математик, Москва
- Единая теория поля